# Theinselberg

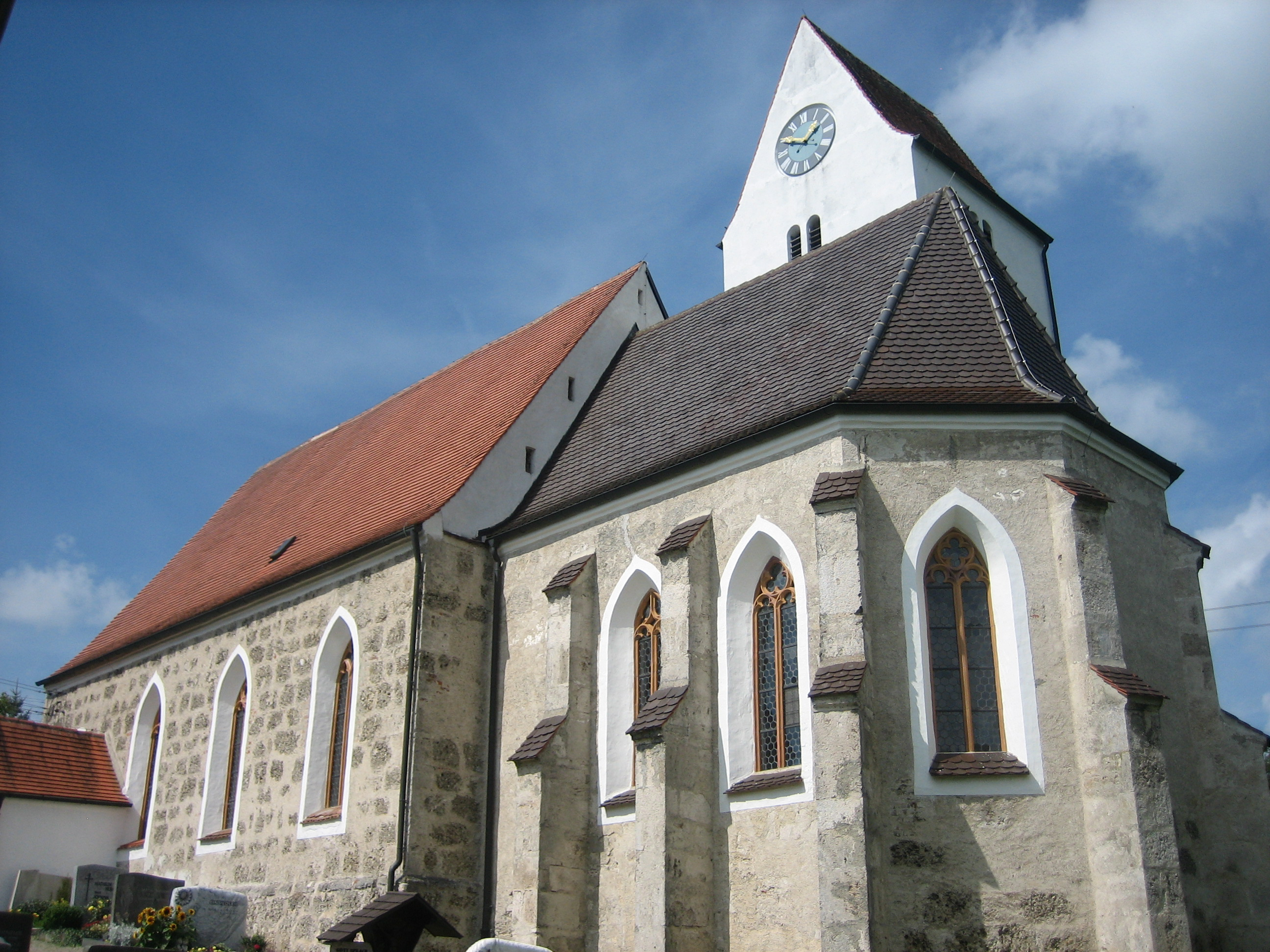
Ev.-Ref. Pfarrkirche in Theinselberg

Theinselberg ist ein Ortsteil der Gemeinde Lachen im Landkreis Unterallgäu in Bayern.

## Geographie
Das Kirchdorf Theinselberg liegt in Mittelschwaben in der Donau-Iller-Region, etwa einen Kilometer südöstlich von Lachen, auf einer Höhe von 717 m ü. NN.

## Geschichte

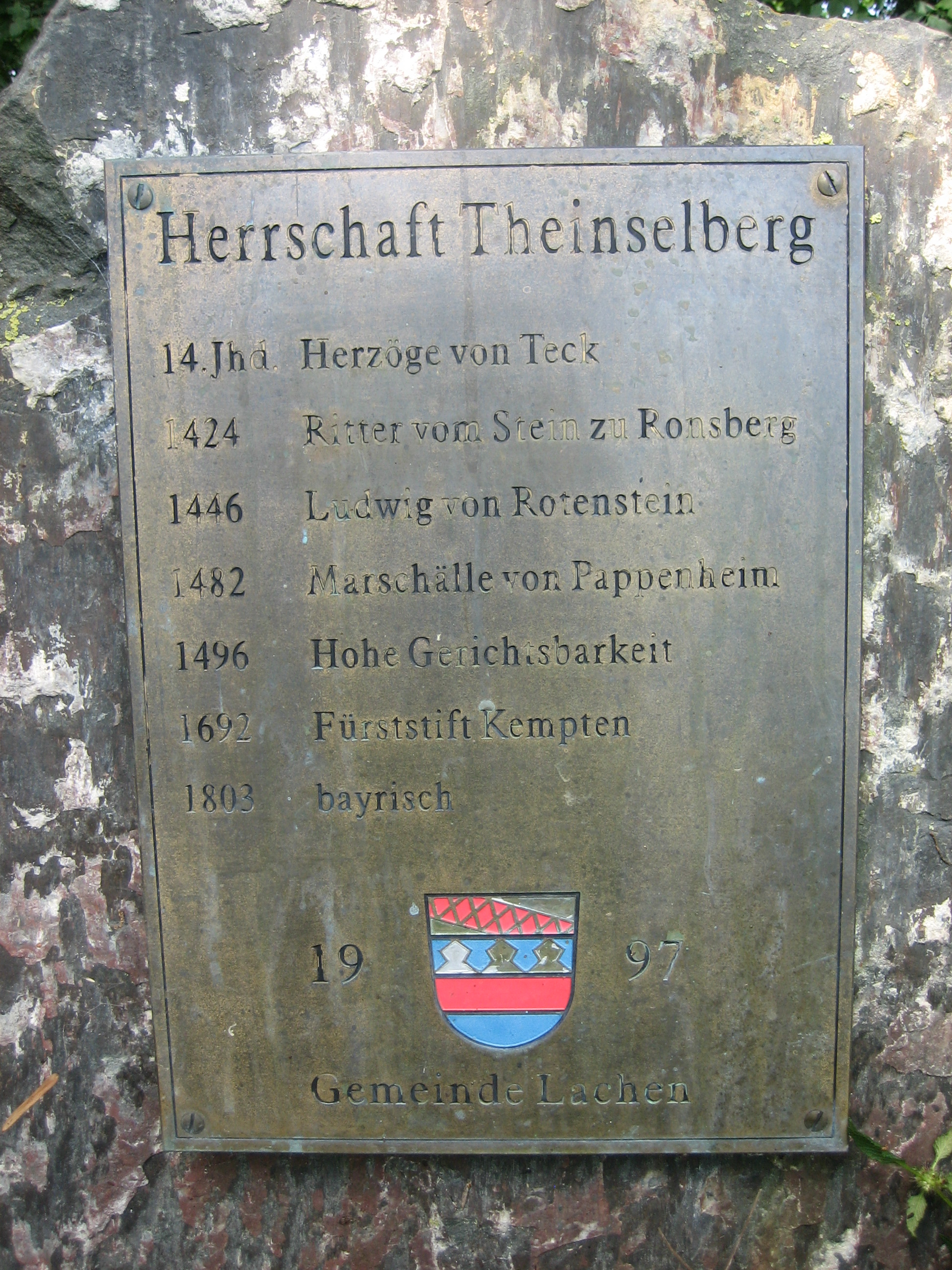
Herrschaft Theinselberg

Seit 1167 bestand in Theinselberg bereits eine Kirche. Die Herrschaft Theinselberg hatte im Laufe der Jahrhunderte viele wechselnde Herren. Zu Beginn des 14. Jahrhunderts hatten die Herren von Ratzenried, gefolgt von den Herzögen von Teck im Zeitraum von 1370 bis 1439 die Herrschaft inne. Ab 1439 bis 1442 war Hans von Stein zu Ronsberg in Theinselberg begütert. Dieser verkaufte seinen Besitz 1442 an das Adelsgeschlecht Rothenstein. Bis 1482 hatten somit die Herren von Rothenstein, namentlich Ludwig von Rothenstein, die Herrschaft über Theinselberg. Mit dem Tode von Ludwig von Rothenstein ging sein gesamter Besitz an die von Pappenheim über. Dadurch wurde im Jahre 1559 durch Philipp von Pappenheim die Reformation nach Zwingli auch in Theinselberg eingeführt. Bis heute besteht in Theinselberg (zusammen mit der Gemeinde Herbishofen) und der Schwestergemeinde in Bad Grönenbach eine der ältesten evangelisch-reformierten Gemeinden Deutschlands. Die Marschälle von Pappenheim konnten den Besitz bis 1692/1695 halten und veräußerten diesen danach an das Fürststift Kempten. Im Zuge der Säkularisation 1803 wurde Theinselberg bayerisch.
Bereits bei der kommunalen Ordnung des Königreichs Bayern im Jahr 1818 (Zweites Gemeindeedikt) wurde Theinselberg ein Bestandteil der Gemeinde Lachen. Bei der Volkszählung 1875 hatte es 48 Einwohner.
Nördlich der evangelisch-reformierten Kirche St. Afra befindet sich ein Burgstall. Das gesamte Gelände des Burgstalles steht unter Denkmalschutz.

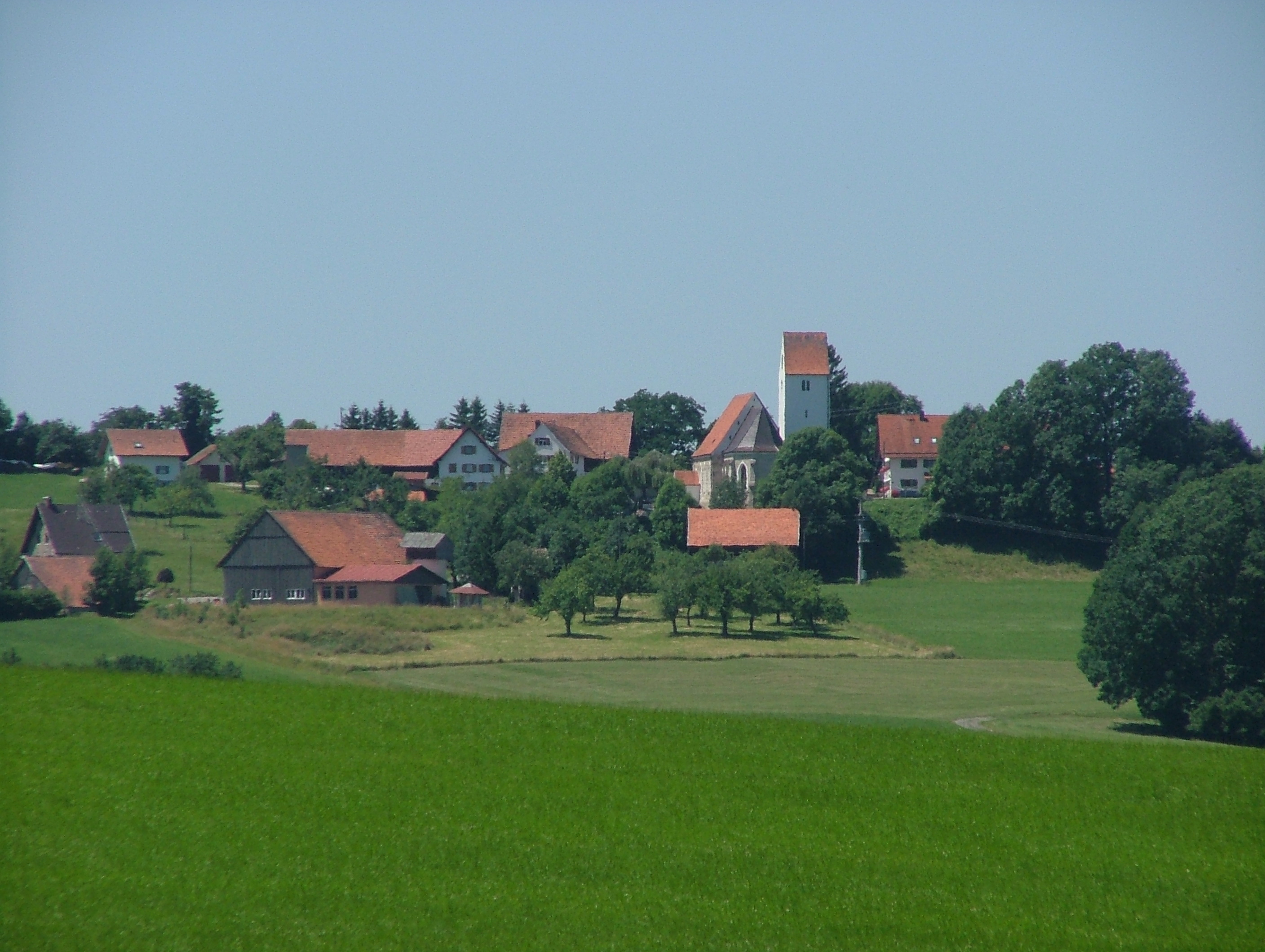
Ortsansicht
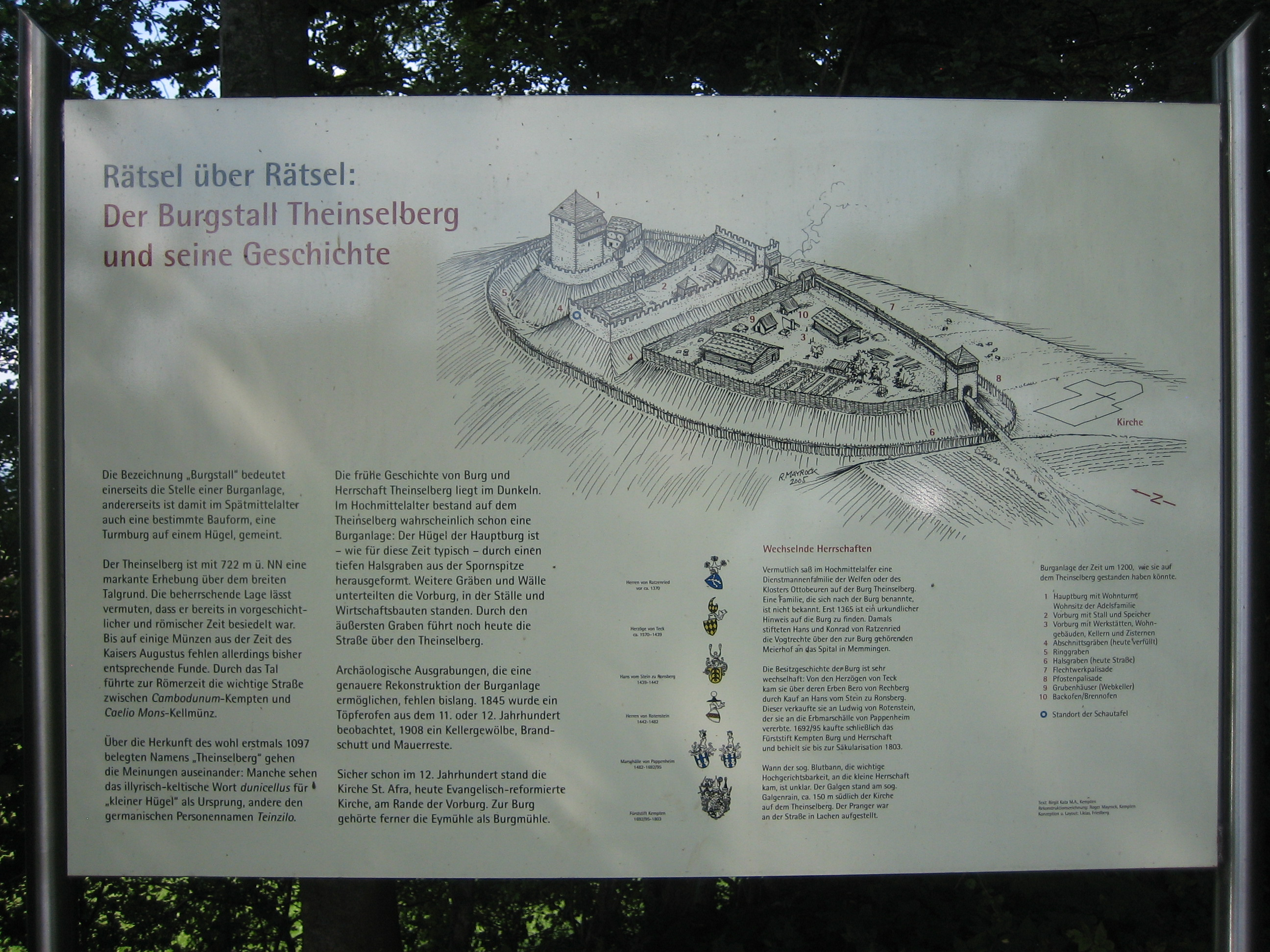
Infotafel des Burgstalles
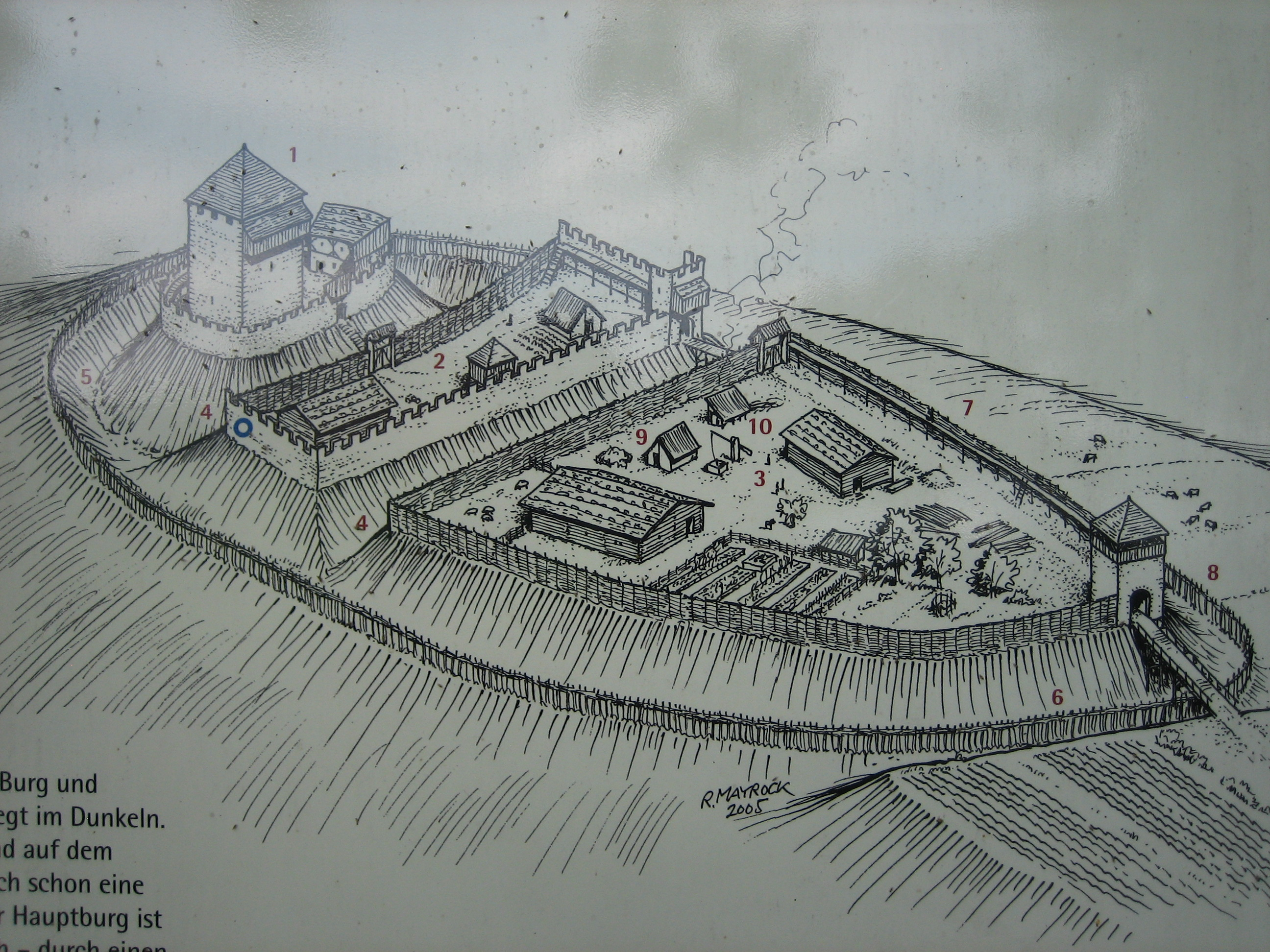
Detailansicht des Burgstalles